# Transplantation

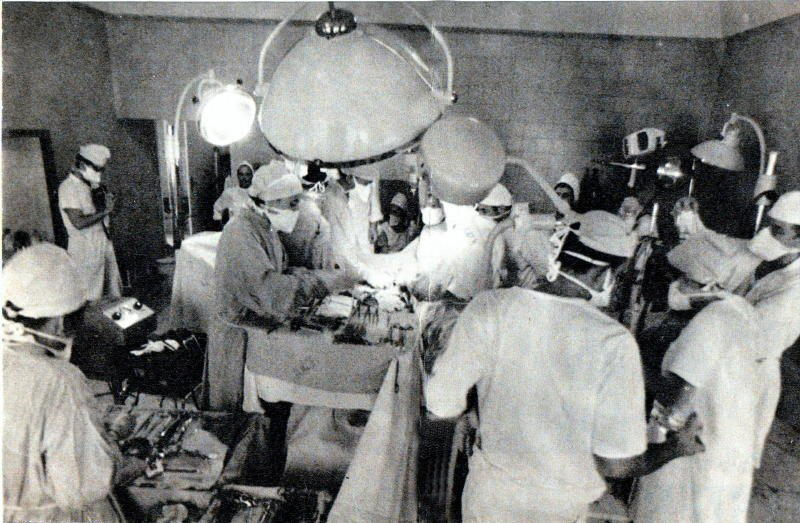
Transplantation (1968)

Transplantation (allogen transplantation) innebär flytt av organ eller vävnad från en kropp till en annan i syfte att ersätta mottagarens skadade eller sviktande organ med donatorns fungerande. Donatorer kan vara levande eller en avliden person.

## Historik
I Sverige utfördes den första organtransplantationen år 1964.
Denna operation var en njurtransplantation som utfördes den 6 april 1964 på Serafimerlasarettet under ledning av professor Curt Franksson.
Den första levertransplantationen utfördes den 13 november 1984 på Huddinge sjukhus under ledning av professor Carl-Gustav Groth. 
Den första hjärttransplantationen utfördes den 21 juni 1984 på Sahlgrenska Universitetssjukhuset under ledning av professor Göran William-Olsson och Eva Berglin.

## Klassifikation och terminologi

### Typer av transplantation

#### Autolog transplantation
Det som ibland kallas "autolog transplantation" kan ske genom att använda patientens egen vävnad eller celler. Detta kan kallas autolog transplantation och används bland annat vid behandling av vitiligo och piebaldism, där man kan flytta pigmentceller (melanocyter) från normalpigmenterad hud till de drabbade opigmenterade områdena. Eftersom materialet är patientens eget så föreligger inte avstötningsrisk. Metoder för att behandla pigmentförluster genom autolog pigmentcellstransplantationer är utvecklade av Dr. Mats J. Olsson, tidigare aktiv vid Akademiska universitetssjukhuset i Uppsala och numera vid International Vitiligo Center i Stockholm. Pionjärarbetet inom detta område var publicerat år 1992 i The Lancet av doktor M.J. Olsson. Sedan dess har ett stort antal vetenskapliga studier publicerats av gruppen och metoderna etablerats på ett flertal platser i världen.
En slags autolog transplantation är stamcellsåtergivning, där stamceller tas från patienten själv och senare ges tillbaka (till samma patient), vilket alltså rent tekniskt inte är en transplantation utan en så kallad stamcellsåtergivning.

#### Allogen transplantation
Allogen transplantation är flytt av organ eller vävnad (allograft) från en kropp till en annan (allotransplantation/allogen transplantation) i syfte att ersätta mottagarens skadade eller sviktande organ med donatorns fungerande. Donatorer kan vara levande eller avlidna personer.
Blodtransfusion och benmärgstransplantation är speciella fall av transplantation där den transplanterade delen av kroppen är förnybar. I andra fall gäller att den levande organdonatorn antingen har ett till av samma organ (såsom lungor eller njurar) eller kan donera delar av ett organ (såsom en delad lever, delar av bukspottkörtel och tarmar).
Om en benmärgstransplantation/stamcellstransplantation sker från en annan människa, en donator, så talar man om stamcellsdonation/allogen transplantation.

#### Kedjetransplantation
Hjärta och lungor är ibland transplanterade tillsammans, i en hjärt–lung-transplantation. Den operationen var tidigare vanlig för patienter med cystisk fibros eftersom båda lungorna måste bytas ut samtidigt. Det är en tekniskt lättare operation att byta ut hjärta och lunga tillsammans, men idag har forskning och teknik kommit så pass långt att detta inte längre är nödvändigt. I de fall både hjärta och lungor transplanteras kan det i mottagaren i sin tur donera hjärtat till den som behöver en hjärttransplantation; detta kallas kedjetransplantation.

## Donatorer
Majoriteten av döda donatorer de senaste 20 åren är hjärndöda (Donation-after-brain-death [DBD]). Med den fortsatt växande efterfrågan på transplanterade organ finns ett ökande behov av icke hjärtlevande donatorer (Donation-after-circulatory-death [DCD]). 
Transplantation mellan olika arter kallas för xenotransplantation. Aktiv forskning och försök med transplantation från gris till människa pågår och ses som en möjlighet att möta en del av det ökande behovet av organ för transplantation. I januari 2022 genomfördes för första gången en transplantation av ett hjärta från gris till människa.

## Organhandel
Bristen på organ för transplantation aktualiserar också frågan om organhandel.

## Organ

### Bukorgan
- Njurtransplantation
- Levertransplantation

### Thoraxorgan
- Hjärttransplantation

### Vävnad med mera
- Blodtransfusion
- Stamceller

## Komplikationer
Det vanligaste problemet med (allogena) transplantationer är avstötningsreaktioner, där mottagarens immunförsvar stöter bort det främmande organet. Sådana reaktioner beror på att immunförsvaret hos mottagaren uppfattar MHC-komplexen på transplantatet som främmande, vilket i sin tur leder till en kraftig immunologisk reaktion som innefattar både T-celler och B-celler. Avstötningsreaktioner kan minimeras genom att använda donatorer med MHC-komplex så lika mottagrens som möjligt. I transplantationer mellan enäggstvillingar förekommer ingen avstötningsreaktion eftersom de har samma MHC-komplex på sina celler. I många fall tvingas transplanterade individer till livslång behandling med immunosuprimerande läkemedel som hämmar immunförsvaret, vilket i sin tur ökar känsligheten för infektioner (särskilt gällande ovanliga bakterie- och svampinfektioner).

## Transplantationer i Sverige 1964–2004
Mängden av organ och vävnader som för närvarande kan bli transplanterade inkluderar:
- Lever (1499)
- Njure (10203)
- Bukspottkörtel (414)
- Tarmar
- Lunga (346)
- Hjärta (516)
- Hud
- Hornhinna
- Blodkärl
- Benmärg (1700)
- Benvävnad

Siffran inom parentes anger antalet transplantationer som genomförts i Sverige mellan 1964 och 2004.